# Omran Haydary
Omran Haydary (dari: عمران حیدری) est un footballeur international afghan né le 13 janvier 1998 à Mazâr-e Charîf. Il évolue au poste d'ailier droit au FK Sūduva.

## Biographie

### En club
Il commence le football au MSP' 03 avant de poursuivre sa formation au Roda JC. À l'issue de son contrat jeune, il ne se voit pas proposer de contrat professionnel et quitte donc le club.
En juillet 2017, il signe son premier contrat pro au FC Emmen qui évolue en Eerste Divisie. Il fait ses débuts le 15 septembre face au NEC Nimègue (1-1). Il marque son premier but le 29 septembre lors d'un match nul 2-2 contre le De Graafschap Doetinchem. Malgré la montée en Eredivisie, il résilie son contrat à l'issue du championnat.
Il reste alors en Eerste Divisie du côté du FC Dordrecht. Il fait sa première apparition le 24 août 2018 lors d'une défaite 5-2 contre le Jong Ajax. Il inscrit son premier but le 21 septembre face au MVV Maastricht (défaite 2-1). En janvier 2019, il résilie son contrat.
Après une demi-saison sans club, il s'engage avec l'Olimpia Grudziądz en I Liga. Il marque un triplé pour ses débuts, le 26 juillet 2019 contre le Chrobry Głogów (victoire 5-0). Il enchaîne les bonnes performances et se fait rapidement remarquer.
En effet, en février 2020, il rejoint le Lechia Gdańsk et l'Ekstraklasa. Il dispute son premier match le 1 mars lors d'une victoire 2-1 face au Korona Kielce.

### En équipe nationale
Il honore sa première sélection en équipe d'Afghanistan le 19 août 2018, lors d'un match amical contre la Palestine (0-0). Il marque son premier but international le 7 juin 2019 en amical contre le Tadjikistan (1-1).
Il participe ensuite aux éliminatoires de la Coupe du monde 2022.

## Statistiques

### Buts en sélection
| Buts internationaux d'Omran Haydary | Buts internationaux d'Omran Haydary | Buts internationaux d'Omran Haydary | Buts internationaux d'Omran Haydary | Buts internationaux d'Omran Haydary | Buts internationaux d'Omran Haydary | Buts internationaux d'Omran Haydary |
| N°                                  | Date                                | Lieu                                | Adversaire                          | Score                               | Résultat                            | Compétition                         |
| ----------------------------------- | ----------------------------------- | ----------------------------------- | ----------------------------------- | ----------------------------------- | ----------------------------------- | ----------------------------------- |
| 1.                                  | 7 juin 2019                         | Stade Pamir, Douchanbé, Tadjikistan | Tadjikistan                         | 1–0                                 | 1-1                                 | Match amical                        |

### Sélections
| Liste des sélections d'Omran Haydary | Liste des sélections d'Omran Haydary | Liste des sélections d'Omran Haydary                         | Liste des sélections d'Omran Haydary | Liste des sélections d'Omran Haydary | Liste des sélections d'Omran Haydary                      | Liste des sélections d'Omran Haydary | Liste des sélections d'Omran Haydary                              |
| N°                                   | Date                                 | Lieu                                                         | Adversaire                           | Résultat                             | Compétition                                               | But                                  | Notes                                                             |
| ------------------------------------ | ------------------------------------ | ------------------------------------------------------------ | ------------------------------------ | ------------------------------------ | --------------------------------------------------------- | ------------------------------------ | ----------------------------------------------------------------- |
| 1.                                   | 19 août 2018                         | Afghanistan Football Federation Stadium, Kaboul, Afghanistan | Palestine                            | 0-0                                  | Match amical                                              |                                      | Titulaire, remplacé par Amiruddin Sharifi à la 86e minute de jeu. |
| 2.                                   | 25 décembre 2018                     | Miracle Resort Hotel Training Centre, Muratpaşa, Turquie     | Turkménistan                         | 2-0                                  | Match amical                                              |                                      | Titulaire.                                                        |
| 3.                                   | 7 juin 2019                          | Stade Pamir, Douchanbé, Tadjikistan                          | Tadjikistan                          | 1-1                                  | Match amical                                              | 1                                    | Titulaire, remplacé par Zelfy Nazary à la 75e minute de jeu.      |
| 4.                                   | 5 septembre 2019                     | Stade Jassim-bin-Hamad, Doha, Qatar                          | Qatar                                | 6-0                                  | Deuxième tour des éliminatoires de la Coupe du monde 2022 |                                      | Titulaire, remplacé par Zubayr Amiri à la 46e minute de jeu.      |
| 5.                                   | 14 novembre 2019                     | Stade Pamir, Douchanbé, Tadjikistan                          | Inde                                 | 1-1                                  | Deuxième tour des éliminatoires de la Coupe du monde 2022 |                                      | Titulaire.                                                        |
| 6.                                   | 19 novembre 2019                     | Stade Pamir, Douchanbé, Tadjikistan                          | Qatar                                | 1-0                                  | Deuxième tour des éliminatoires de la Coupe du monde 2022 |                                      | Titulaire.                                                        |
| 7.                                   | 29 mai 2021                          | Jebel Ali Centre of Excellence, Dubai, Émirats Arabes Unis   | Singapour                            | 1-1                                  | Match amical                                              |                                      | Titulaire.                                                        |
| 8.                                   | 3 juin 2021                          | Stade Jassim-bin-Hamad, Doha, Qatar                          | Bangladesh                           | 1-1                                  | Deuxième tour des éliminatoires de la Coupe du monde 2022 |                                      | Titulaire, remplacé par Norlla Amiri à la 64e minute de jeu.      |
| 9.                                   | 11 juin 2021                         | Stade Jassim-bin-Hamad, Doha, Qatar                          | Oman                                 | 2-1                                  | Deuxième tour des éliminatoires de la Coupe du monde 2022 |                                      | Titulaire, remplacé par Adam Najem à la 76e minute de jeu.        |
| 10.                                  | 1er juin 2022                        | Stade Thống Nhất, Hô Chi Minh-Ville, Viêt Nam                | Viêt Nam                             | 2-0                                  | Match amical                                              |                                      | Titulaire.                                                        |
| 11.                                  | 8 juin 2022                          | Salt Lake Stadium, Calcutta, Inde                            | Hong Kong                            | 2-1                                  | Troisième tour des éliminatoires de la Coupe d'Asie 2023  |                                      | Titulaire.                                                        |
| 12.                                  | 11 juin 2022                         | Salt Lake Stadium, Calcutta, Inde                            | Inde                                 | 2-1                                  | Troisième tour des éliminatoires de la Coupe d'Asie 2023  |                                      | Titulaire.                                                        |
| 13.                                  | 14 juin 2022                         | Salt Lake Stadium, Calcutta, Inde                            | Cambodge                             | 2-2                                  | Troisième tour des éliminatoires de la Coupe d'Asie 2023  |                                      | Titulaire, remplacé par Zubayr Amiri à la 80e minute de jeu.      |